# Magurka (Wilkowice)
Magurka – przysiółek wsi Wilkowice w Polsce, położony w województwie śląskim, w powiecie bielskim, gminie Wilkowice.
W latach 1975–1998 przysiółek administracyjnie należał do województwa bielskiego.